# Efzar
Efzar (farsi افزر) è una città dello shahrestān di Qirokarzin, circoscrizione di Efzar, nella provincia di Fars.
- Centrale (بخش مرکزی)